# Shenrr
A la mitologia selknam, Shenrr o Shénu és el howenh del vent, germà de Kren, howenh del Sol.

## Mitologia
Diu el mite que Shenrr (howenh del vent) i Kojh (howenh del mar) van combatre a l'Estret de Le Maire. Producte d'aquesta lluita, es va produir una gran tempesta. En aquell combat, Shenrr va vèncer Kojh.

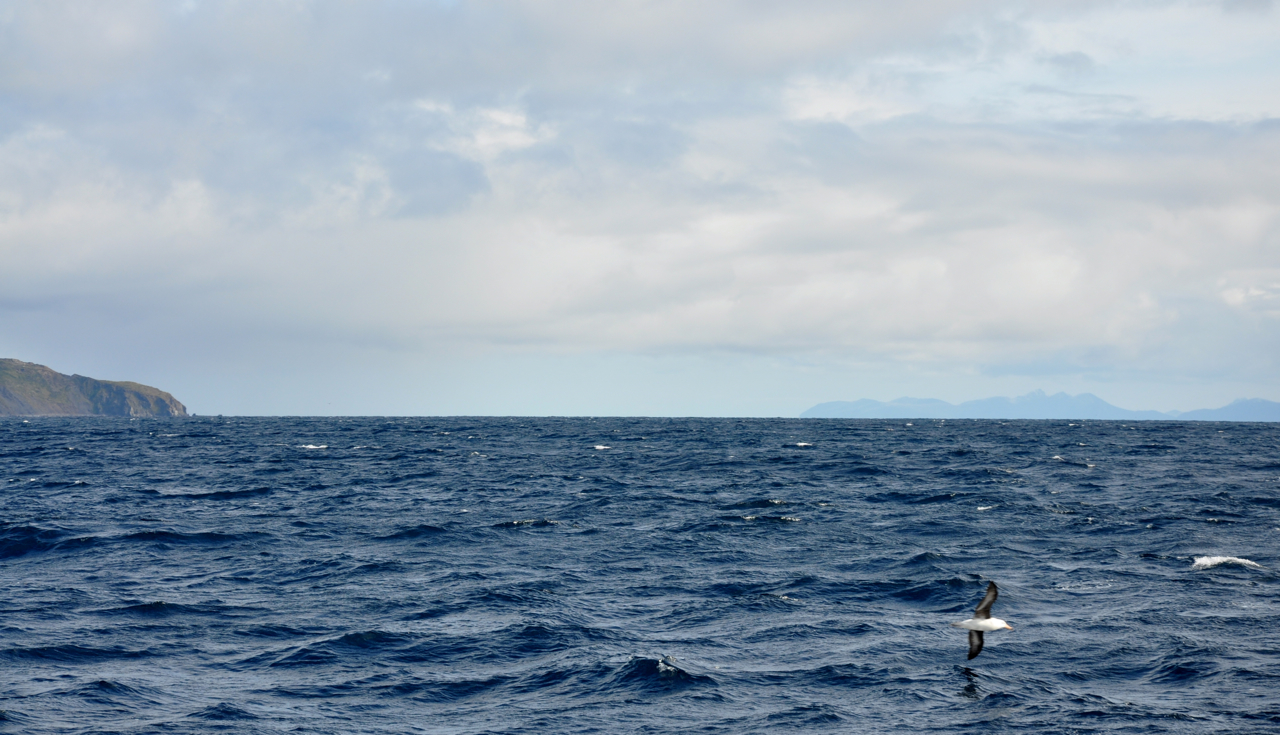
Estret de Le Maire

Per venjar-se, Kojh va fer que al mateix lloc s'enfrontessin dos poders femeníns, procedents de l'Oest i del Nord, respectivament, igual que els dos poderosos howenh. En aquesta ocasió Nord va atrapar a l'Oest fent-la esclatar. Segons el mite, la sang de l'Oest va ser vessada sobre la terra, des de l'Estret de Le Maire, fins al Riu Irigoyen. A causa d'això, l'aigua dels rius i rierols d'aquest sector de l'Illa Gran de Terra del Foc van adquirir el seu color vermellós característic.